# Josune Ariztondo
Josune Ariztondo, né à Ondarroa (Pays basque, Espagne) le 7 juillet 1948, est une personnalité politique espagnole. Secrétaire générale du Parti nationaliste basque, elle a été responsable de la politique linguistique au sein du Gouvernement autonome basque. Elle est élue depuis 2000 au siège de l'EBB à Sabin Etxea, maison natale de Sabino Arana Goiri à Bilbao (Biscaye).